# Kedung Putri
Kedung Putri is een bestuurslaag in het regentschap Ngawi van de provincie Oost-Java, Indonesië. Kedung Putri telt 8733 inwoners (volkstelling 2010).